# Museo Memorial de la Independencia de Namibia

Estatua de Sam-Nujoma en el museo

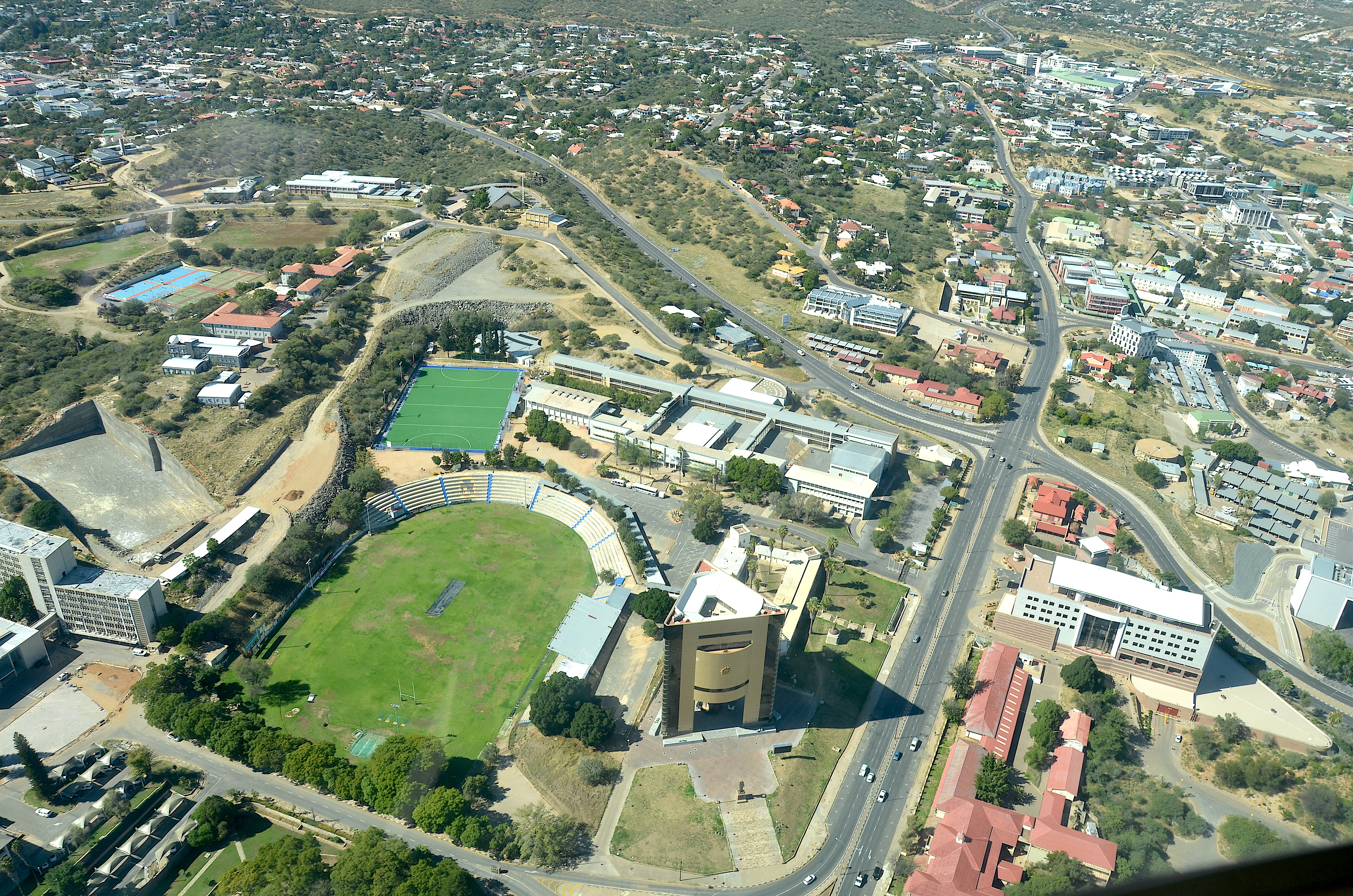
Museo de la Independencia, vista aérea (2017)

El Independence Memorial Museum, en  español Museo Conmemorativo de la Independencia, es un museo histórico en Windhoek, Namibia. Se centra en la resistencia anticolonial y la lucha de liberación nacional de Namibia. El museo está situado en la avenida Robert Mugabe y fue diseñado y construido por Mansudae Overseas Projects, una empresa norcoreana. El museo fue inaugurado el 21 de marzo de 2014, el vigésimo cuarto aniversario de la independencia del país, por el presidente Hifikepunye Pohamba. El museo está flanqueado por dos estatuas: la Estatua de Sam Nujoma y la Estatua del genocidio, también construida por Mansudae. La Estatua de Sam Nujoma se encuentra en el sitio de la estatua ecuestre Reiterdenkmal de la era alemana.

## Nombre
El nombre del museo propuesto fue objeto de un considerable debate desde el momento de su propuesta. Usutuaije Maamberua, presidente de la Unión Nacional del África Sudoccidental (SWANU), propuso el nombre de "Centro para el Recuerdo del Genocidio", en reconocimiento de que el sitio era conocido como Orumbo rua Katjombondi, o «un lugar de horror» en la lengua de los Otjiherero.

## Ubicación
El «Museo Conmemorativo de la Independencia» está situado en la avenida Robert Mugabe, entre dos edificios del período colonial alemán, la Christuskirche y la ciudadela colonial, la Alte Feste. El museo se encuentra en una pequeña pendiente entre las dos estructuras y, según el historiador Reihard Kossler, ha roto el conjunto de monumentos alemanes en Windhoek. En marcado contraste con el estilo arquitectónico colonial alemán de las estructuras históricas existentes, el «Museo de la Memoria de la Independencia» está construido en el estilo realista socialista norcoreano, símbolo del estado modernista y poscolonial.

## Estructura
La estructura del museo consiste en una estructura triangular de vidrio de cinco pisos y fue planeada con cuatro paredes iguales de 40 metros (130 pies) alcanzando una altura de por lo menos 40 metros (130 pies). Cuenta con un ascensor con fachada de vidrio en su parte delantera. El primer piso, titulado «Represión colonial», conmemora a los primeros líderes de la resistencia de Namibia y la cronología del país bajo el dominio de Sudáfrica. El segundo piso, titulado «Liberación», conmemora la Guerra de la frontera de Sudáfrica y el papel del Ejército Popular de Liberación de Namibia (PLAN) durante ese conflicto. El tercer piso, titulado «Camino a la Independencia», detalla las actividades de la  SWAPO, la Resolución 435 del Consejo de Seguridad de las Naciones Unidas, e incluye una plataforma de observación del Salón Panorámico del museo. El último piso (cuarto piso) al que pueden acceder los visitantes es el restaurante, conocido como el restaurante NIMM, desde el que se tienen vistas de la ciudad.

### Interior

#### Estatua de Sam Nujoma
Una estatua de bronce de estilo norcoreano que conmemora a Sam Nujoma está colocada en un lugar prominente en la parte delantera del museo. En la estatua Nujoma mira hacia Windhoek y sostiene una copia del libro de la circunscripción, la Constitución de Namibia. Está situada en el lugar donde se encontraba la estatua ecuestre de Reiterdenkmal, que estuvo en la colina durante 102 años. La estatua Reiterdenkmal fue considerada controvertida después de la independencia de Namibia; algunos en el país la consideraban como un símbolo de la opresión colonial. Otros, principalmente de la comunidad de habla alemana de Namibia, consideraban que cualquier alteración de la estatua era una violación de la Ley del Patrimonio de Namibia de 2004, que establece los procedimientos para proteger los sitios del patrimonio nacional de Namibia. La estatua Reiterdenkmal fue retirada en 2013 y ahora se encuentra en el patio del Museo Alte Feste.

#### Estatua del Genocidio
La «estatua del genocidio» se encuentra al sur del monumento a Nujoma. Representa las "incalculables dificultades y sufrimientos" a manos de los Schutztruppe, las tropas del imperio colonial alemán durante la guerra de 1904-07. La estatua representa a un hombre y una mujer abrazados, simbolizando la libertad. La pareja está de pie sobre una representación de una residencia tradicional namibia. La base de ladrillo de hormigón del monumento tiene la inscripción Su sangre riega nuestra libertad en letras negras en relieve.

#### Restaurante
El museo alberga un restaurante llamado NIMM (National Independence Memorial Museum) que está situado en el cuarto piso. El restaurante muestra un amplio espectro de la cultura namibia, incluyendo ornamentos, ropa y libros. Algunos de estos artículos están a la venta.